# Olympische Sommerspiele 2012/Schwimmen – 100 m Schmetterling (Männer)
Der Wettbewerb über 100 Meter Schmetterling der Männer bei den Olympischen Spielen 2012 in London wurde am 2. und 3. August 2012 im London Aquatics Centre ausgetragen. 43 Athleten nahmen daran teil.
Es fanden sechs Vorläufe statt. Die 16 schnellsten Schwimmer aller Vorläufe qualifizierten sich für die zwei Halbfinals, die am gleichen Tag ausgetragen wurden. Auch hier qualifizierten sich die Finalteilnehmer über die acht schnellsten Zeiten beider Halbfinals.
Abkürzungen:
WR = Weltrekord, OR = olympischer Rekord, NR = nationaler Rekord, PB = persönliche Bestleistung, JWB = Jahresweltbestzeit

## Bestehende Rekorde
| Weltrekord         | Michael Phelps ( USA) | 49,82 s | Rom, Italien                | 1. August 2009  |
| Olympischer Rekord | Michael Phelps ( USA) | 50,58 s | Peking, Volksrepublik China | 16. August 2008 |

## Titelträger
| Olympiasieger     | Michael Phelps ( USA)    | 50,58 s | Peking 2008   |
| Weltmeister       | Michael Phelps ( USA)    | 50,71 s | Shanghai 2011 |
| Europameister     | Milorad Čavić ( Serbien) | 51,45 s | Debrecen 2012 |
| Deutscher Meister | Steffen Deibler          | 52,00 s | Berlin 2012   |

## Vorlauf

### Vorlauf 1
2. August 2012
| Platz | Name              | Nation  | Zeit        | Anmerkung |
| ----- | ----------------- | ------- | ----------- | --------- |
| 1     | Sofyan El Gidi    | Libyen  | 56,99 s     |           |
| 2     | Mohanad Al-Azzawi | Irak    | 1:00,71 min |           |
| 3     | Khalid Baba       | Bahrain | 1:04,05 min |           |

### Vorlauf 2
2. August 2012
| Platz | Name                 | Nation        | Zeit    | Anmerkung |
| ----- | -------------------- | ------------- | ------- | --------- |
| 1     | Dominik Meichtry     | Schweiz       | 53,40 s | NR        |
| 2     | Pawel Sankowitsch    | Belarus       | 53,47 s |           |
| 3     | Joseph Schooling     | Singapur      | 53,63 s |           |
| 4     | Ben Hockin           | Paraguay      | 53,65 s |           |
| 5     | Daniel Bell          | Neuseeland    | 53,76 s |           |
| 6     | Jauhen Lasuka        | Aserbaidschan | 53,86 s |           |
| 7     | Vytautas Janušaitis  | Litauen       | 54,17 s |           |
| 8     | Stefanos Dimitriadis | Griechenland  | 54,20 s |           |

Hockin, dessen Vater Brite ist, war bei den Olympischen Spielen 2008 in Peking Mitglied der britischen 4-mal-100-Meter-Freistilstaffel.

### Vorlauf 3
2. August 2012
| Platz | Name           | Nation          | Zeit    | Anmerkung |
| ----- | -------------- | --------------- | ------- | --------- |
| 1     | Bence Pulai    | Ungarn          | 52,19 s |           |
| 2     | Dinko Jukić    | Österreich      | 52,22 s |           |
| 3     | Peter Mankoč   | Slowenien       | 52,44 s |           |
| 4     | Ryan Pini      | Papua-Neuguinea | 52,68 s |           |
| 5     | Jang Gyu-cheol | Südkorea        | 52,69 s |           |
| 6     | Joe Bartoch    | Kanada          | 53,09 s |           |
| 7     | Clément Lefert | Frankreich      | 53,22 s |           |
| 8     | Simão Morgado  | Portugal        | 53,26 s |           |

### Vorlauf 4
2. August 2012
| Platz | Name                 | Nation             | Zeit    | Anmerkung |
| ----- | -------------------- | ------------------ | ------- | --------- |
| 1     | Jewgeni Korotyschkin | Russland           | 51,84 s |           |
| 2     | Tyler McGill         | Vereinigte Staaten | 51,95 s |           |
| 3     | Zhou Jiawei          | China              | 52,06 s |           |
| 4     | Benjamin Starke      | Deutschland        | 52,36 s |           |
| 5     | Lars Frölander       | Schweden           | 52,47 s |           |
| 6     | Matteo Rivolta       | Italien            | 52,50 s |           |
| 7     | Michael Rock         | Großbritannien     | 52,56 s |           |
| 8     | Kaio de Almeida      | Brasilien          | 53,14 s |           |

### Vorlauf 5
2. August 2012
| Platz | Name            | Nation      | Zeit    | Anmerkung |
| ----- | --------------- | ----------- | ------- | --------- |
| 1     | Chad le Clos    | Südafrika   | 51,54 s | NR        |
| 2     | Konrad Czerniak | Polen       | 51,85 s |           |
| 3     | Steffen Deibler | Deutschland | 51,92 s |           |
| 4     | Jason Dunford   | Kenia       | 52,23 s |           |
| 5     | Ivan Lenđer     | Serbien     | 52,40 s |           |
| 6     | Takurō Fujii    | Japan       | 52,49 s |           |
| 7     | Jayden Hadler   | Australien  | 52,52 s |           |
| 8     | Albert Subirats | Venezuela   | 53,18 s |           |

### Vorlauf 6
2. August 2012
| Platz | Name                 | Nation             | Zeit    | Anmerkung |
| ----- | -------------------- | ------------------ | ------- | --------- |
| 1     | Michael Phelps       | Vereinigte Staaten | 51,72 s |           |
| 2     | Milorad Čavić        | Serbien            | 51,90 s |           |
| 3     | Joeri Verlinden      | Niederlande        | 52,07 s |           |
| 4     | Chris Wright         | Australien         | 52,11 s |           |
| 5     | Nikolai Skworzow     | Russland           | 52,12 s |           |
| 6     | François Heersbrandt | Belgien            | 52,22 s | NR        |
| 7     | Takeshi Matsuda      | Japan              | 52,36 s |           |
| 8     | Antony James         | Großbritannien     | 53,25 s |           |

Matsuda schwamm die gleiche Zeit wie Benjamin Starke im vierten Vorlauf. In der Endabrechnung reichte diese Zeit für den letzten Teilnehmerplatz im Halbfinale. Matsuda verzichtete auf ein Stechen mit Starke.

## Halbfinale

### Lauf 1
2. August 2012
| Platz | Name                 | Nation             | Zeit    | Anmerkung |
| ----- | -------------------- | ------------------ | ------- | --------- |
| 1     | Michael Phelps       | Vereinigte Staaten | 50,86 s |           |
| 2     | Steffen Deibler      | Deutschland        | 51,76 s |           |
| 3     | Konrad Czerniak      | Polen              | 51,78 s |           |
| 4     | Chris Wright         | Australien         | 52,11 s |           |
| 5     | Zhou Jiawei          | China              | 52,30 s |           |
| 6     | Bence Pulai          | Ungarn             | 52,40 s |           |
| 6     | Benjamin Starke      | Deutschland        | 52,40 s |           |
| 8     | François Heersbrandt | Belgien            | 52,71 s |           |

### Lauf 2
2. August 2012
| Platz | Name                 | Nation             | Zeit    | Anmerkung |
| ----- | -------------------- | ------------------ | ------- | --------- |
| 1     | Chad le Clos         | Südafrika          | 51,42 s | NR        |
| 2     | Tyler McGill         | Vereinigte Staaten | 51,61 s |           |
| 3     | Milorad Čavić        | Serbien            | 51,66 s |           |
| 4     | Joeri Verlinden      | Niederlande        | 51,75 s | NR        |
| 5     | Jewgeni Korotyschkin | Russland           | 51,85 s |           |
| 6     | Dinko Jukić          | Österreich         | 51,99 s | NR        |
| 7     | Nikolai Skworzow     | Russland           | 52,03 s |           |
| 8     | Jason Dunford        | Kenia              | 52,16 s |           |

Der Südafriker le Clos schaffte es, den südafrikanischen Rekord über diese Distanz gleich zwei Mal zu verbessern.

## Finale
3. August 2012, 19:38 Uhr MEZ
| Platz | Name                 | Nation             | Zeit    | Anmerkung |
| ----- | -------------------- | ------------------ | ------- | --------- |
| 1     | Michael Phelps       | Vereinigte Staaten | 51,21 s |           |
| 2     | Chad le Clos         | Südafrika          | 51,44 s |           |
| 2     | Jewgeni Korotyschkin | Russland           | 51,44 s |           |
| 4     | Milorad Čavić        | Serbien            | 51,81 s |           |
| 4     | Steffen Deibler      | Deutschland        | 51,81 s |           |
| 6     | Joeri Verlinden      | Niederlande        | 51,82 s |           |
| 7     | Tyler McGill         | Vereinigte Staaten | 51,88 s |           |
| 8     | Konrad Czerniak      | Polen              | 52,05 s |           |

Sieger Phelps ist das dritte Mal in Folge Olympiasieger über 100 Meter Schmetterling und der erste Mann, dem dies bei Olympischen Spielen gelang. Für ihn war es der elfte Einzelsieg und die 17. Goldmedaille insgesamt.

Gleich zwei tote Rennen gab es auf dieser Strecke. Korotyschkin und le Clos schlugen zeitgleich an, beide bekamen Silber, die Bronzemedaille entfiel daher. Auch Čavić und Deibler schlugen dahinter zeitgleich an, beide wurden auf Platz 4 gesetzt.